# Stenotothorax parapyriformis
Stenotothorax parapyriformis är en skalbaggsart som beskrevs av Gordon och Paul E.Skelley 2007. Stenotothorax parapyriformis ingår i släktet Stenotothorax och familjen Aphodiidae. Inga underarter finns listade i Catalogue of Life.